# Żiwko Żelew
Żiwko Żelew (buł. Живко Желев, ur. 23 lipca 1979 w Starej Zagorze) – bułgarski piłkarz. Przez 9 lat był zawodnikiem Liteksu Łowecz, gdzie wraz z Rosenem Kiriłowem tworzył duet środkowych obrońców. Niekiedy występuje również na pozycji napastnika. Mimo propozycji z Lewskiego Sofia i CSKA Sofia oraz klubów zagranicznych nie zdecydował się na odejście z Liteksu. Dopiero w 2007 roku przeniósł się do Rumunii, gdzie występował w Oțelul Galați i FC Steaua Bukareszt.